# Rede de Emissoras Independentes
A Rede de Emissoras Independentes (também chamada pela sigla REI) foi uma rede de televisão brasileira inaugurada em 1969 que tinha como líder a TV Record de São Paulo, passando ao longo dos anos a ser aderida por estações de diversas cidades do Brasil até seu declínio, em 1975.

## História
A Rede de Emissoras Independentes foi inaugurada por volta de setembro de 1969 para garantir a transmissão a dez estados dos programas da TV Record de São Paulo, que na época havia inaugurado uma nova torre de transmissão com grande potência e alcance, e disputar a liderança na audiência nacional com a Rede Globo e a Rede de Emissoras Associadas.
Um dos primeiros eventos transmitidos pela REI foi o V Festival de Música Popular Brasileira, tendo sido utilizado pela TV Record um sinal da Empresa Brasileira de Telecomunicações (EMBRATEL). Em 1970 formou o pool que transmitiu a primeira Copa do Mundo ao vivo para o Brasil. No mesmo ano um leitor da revista Intervalo escreveu uma carta para a publicação reclamando que a TV Ajuricaba, de Manaus, uma das estações afiliadas à REI, recebia apenas o videotape do programa Moacyr Franco Show e, ainda assim, com uma diferença de dois meses. Em 29 de março de 1971 estreou o Jornal da REI, noticiário produzido, além das equipes de reportagem das afiliadas, com o apoio da United Press International e da Eurovisão. No mesmo ano a TV Record inaugurou o Centro de Teleteatro REI, dirigido por Carlos Manga, para a produção de telenovelas. Em 1972 a TV Difusora, afiliada à REI em Porto Alegre, gerou para o Brasil a transmissão da Festa da Uva de Caxias do Sul, a primeira exibição em cores da televisão nacional.
Em maio de 1974 um novo grupo adquiriu o controle acionário da TV Rio, desfazendo a REI, ao mesmo tempo em que seu nome entrou em desuso. A emissora chegou a formar uma nova rede denominada Sistema Brasileiro de Comunicação com as estações que integravam a antiga cadeia. Depois chegou a ser remontada momentaneamente para a exibição das lutas do boxeador Cassius Clay, cujos direitos pertenciam à TV Rio. A marca REI voltou a ser utilizada em 1975 para o duelo entre Clay e Joe Frazier, conforme um anúncio publicado na revista Manchete. Em 1976 tornou-se comum o uso da marca Rede Record. Àquela altura o apresentador de televisão Silvio Santos havia assumido sua parte no controle acionário da estação paulistana.

## Emissoras
A REI foi liderada pela TV Record de São Paulo, TV Rio e TV Difusora de Porto Alegre. Durante o período em que esteve em operação foi retransmitida pelas seguintes emissoras:
- TV Paranaense (Curitiba, PR)
- TV Iguaçu (Curitiba, PR)[7]
- TV Maringá (Maringá, PR)[13]
- TV Vila Rica (Belo Horizonte, MG)[7]
- TV Alvorada / TV Rio Brasília (Brasília, DF)[13][7]
- TV Jornal (Recife, PE)[7]
- TV Verdes Mares (Fortaleza, CE)[7]
- TV Amazonas (Manaus, AM)[13]
- TV Ajuricaba (Manaus, AM)[6]
- TV Atalaia (Aracaju, SE)[13]
- TV Industrial (Juiz de Fora, MG)[13]
- TV Acre (Rio Branco, AC)[13]
- TV Amapá (Macapá, AP)[13]
- TV Rondônia (Porto Velho, RO)[13]
- TV Roraima (Boa Vista, RR)[13]